# Maria Comnena

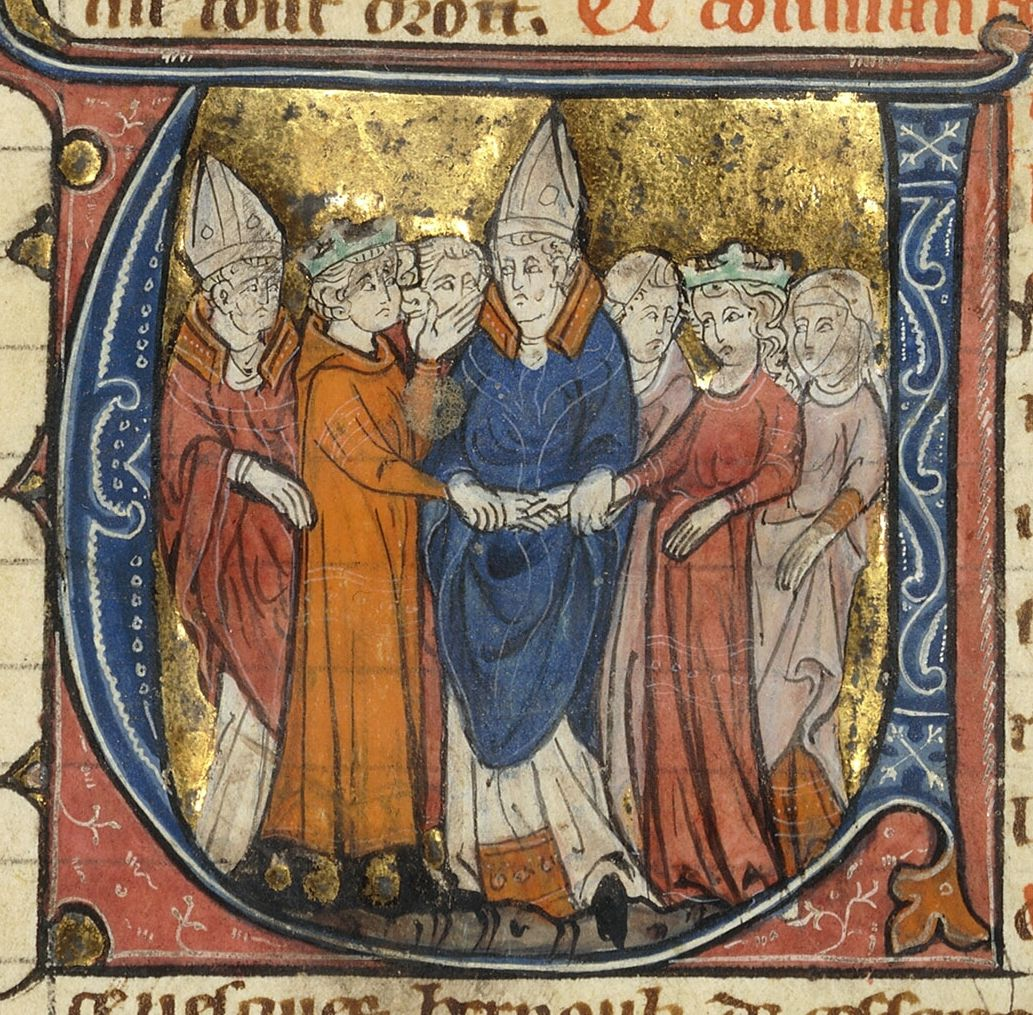
Iluminura do casamento de Maria Comnena com Amalrico I de Jerusalém

Maria Comnena (em grego: Μαρία Κομνηνή; romaniz.: María Komnēnē; 1154 - 1217), foi uma princesa bizantina, rainha consorte de Jerusalém de 1168 a 1174 pelo seu casamento com o rei Amalrico I, senhora de Nablus de 1174 a 1187 por direito de dote, e mãe da rainha Isabel I de Jerusalém.
Era filha de João Ducas Comneno, duque bizantino de Chipre, com Maria de Taronitissa, descendente dos antigos reis da Arménia. A sua irmã Teodora Comnena casou-se com o príncipe Boemundo III de Antioquia e o seu irmão Aleixo foi, brevemente em 1185, pretendente ao trono do Império Bizantino.

## Rainha de Jerusalém
Em 1164, Amalrico I impôs um protectorado cruzado sobre o Califado Fatímida do Egito e, após a anulação do seu primeiro casamento com Inês de Courtenay, pretendia aliar-se aos bizantinos para consolidar a posição geopolítica do Reino de Jerusalém. O arcebispo Hernésio da Cesareia e Odão de Saint-Amand (na época mordomo do reino, posteriormente seria Grão-Mestre da Ordem dos Templários) foram então enviados a Constantinopla para solicitar a Manuel I Comneno uma esposa da família imperial bizantina para o rei.
As negociações demoraram dois anos, principalmente porque o monarca cruzado insistira em Manuel devolver a suserania do Principado de Antioquia a Jerusalém. Mas assim que abandonou esta exigência, o imperador decidiu pela sua sobrinha-neta Maria, a quem forneceu um dote avultado. O casamento foi celebrado em Tiro, a 29 de agosto de 1167. Desta união nasceram:
- Isabel (1172-1205), rainha de Jerusalém entre 1192 e 1205
- um natimorto em 1173.

O casamento apresentou uma ocasião para o início de novas negociações, e em Setembro de 1168 foi concluída uma aliança cruzada-bizantina de conquista e partilha do Egito. No entanto, esta falharia na prática, uma vez que os latinos atacaram os fatímidas sem esperar pelos reforços gregos e foram forçados a retirar.

## Rainha viúva

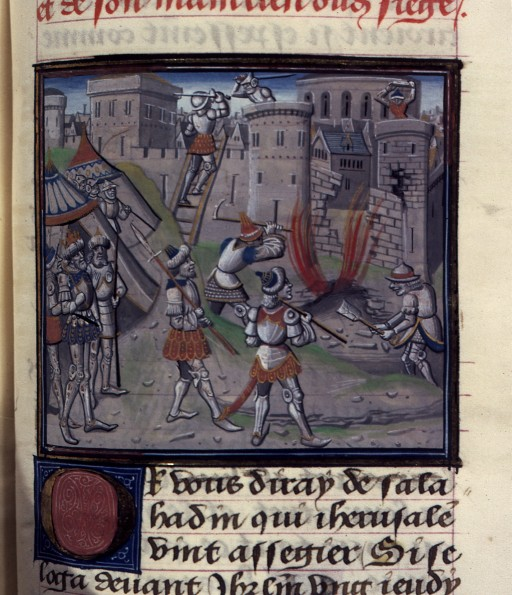
Cerco de Jerusalém em 1187 (Historia de Guilherme de Tiro, e continuação, BNF)

Em 1174, moribundo, Amalrico legou Nablus a Isabel e a Maria, que se casou em segundas núpcias em 1177 com Balião de Ibelin. Deste casamento nasceram:
- Helvis de Ibelin, casada com Reginaldo, senhor de Sídon e viúvo de Inês de Courtenay, e depois com Guido de Montfort-Castres
- João de Ibelin, senhor de Beirute e condestável de Jerusalém
- Margarida, casada com Hugo de Tiberíades (enteado de Raimundo III de Trípoli), e depois Gualtério da Cesareia
- Filipe de Ibelin, bailio regente do Reino de Chipre, casado com Alice de Montbéliard.

Amalrico foi sucedido pelos seus filhos com Inês de Courtenay: primeiro Balduíno IV; Sibila, casada com Guido de Lusignan, subiu ao trono depois da morte do seu filho Balduíno V. Em Novembro de 1183 Maria não conseguira evitar o casamento da sua filha Isabel com Onofre IV de Toron, filho de Estefânia de Milly, do partido rival ao dos Ibelin na corte de Jerusalém.
Maria Comnena frequentava a corte, pelo que se encontrava na Cidade Santa em Julho de 1187, quando o exército cristão foi derrotado por Saladino na batalha de Hatim. Balião conseguiu escapar do campo de batalha e obter do sultão um salvo-conduto para ir a Jerusalém buscar a esposa e os seus filhos e levá-los para Tiro, com a condição de não pegar em armas contra ele nem permanecer na cidade por mais de um dia.
No entanto, os aterrorizados habitantes da capital do reino suplicaram que Balião comandasse a sua defesa no cerco que se avizinhava, pelo que este aceitou, enviando mensageiros a Saladino para explicar o motivo de não cumprir o acordado. O aiúbida aceitou as desculpas, chegando mesmo a organizar uma escolta para conduzir a rainha Sibila, Maria Comnena, os seus filhos e outros familiares a Trípoli. Maria obteve igualmente de Saladino o direito de levar consigo todas as suas posses, servos, objectos preciosos e cruzes com ouro e joias.

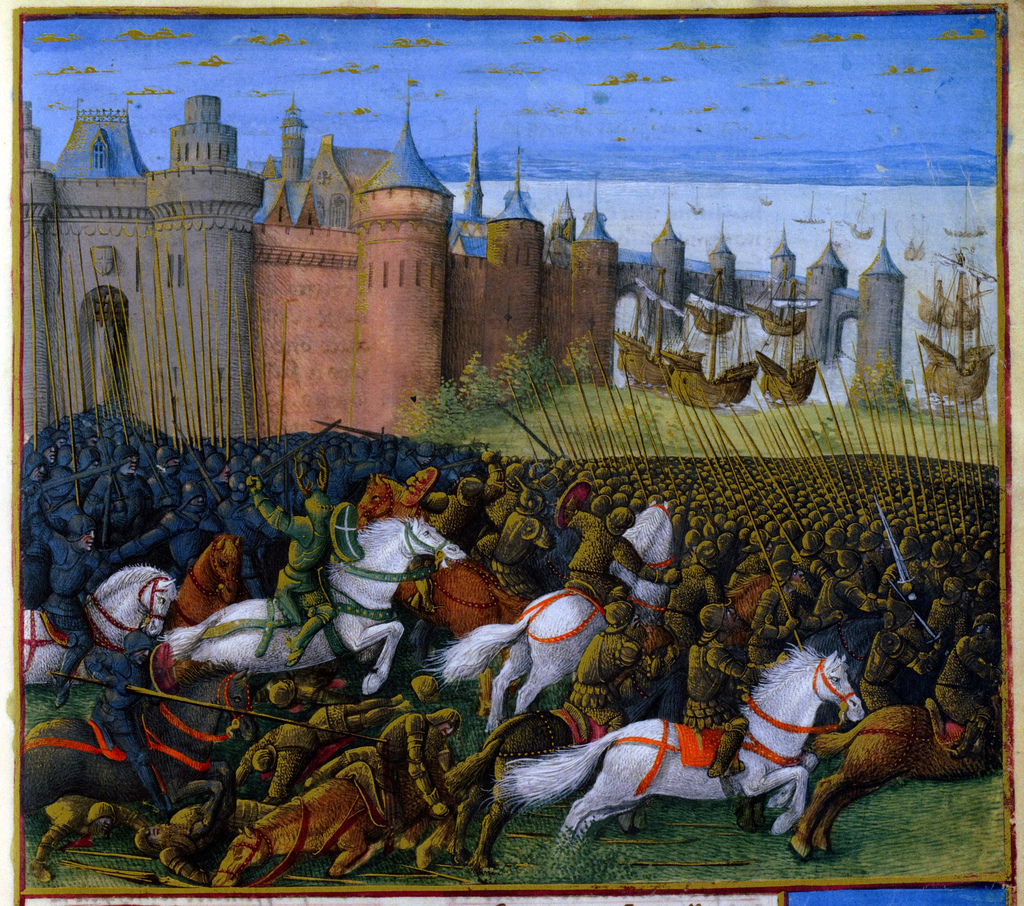
Cerco de Tiro em 1187 (Les Passages d’Outremer, Sébastien Mamerot, 1474, BNF)

Após a perda de Jerusalém, o reino parecia perdido até Conrado de Monferrato (tio paterno de Balduíno V) assumir a defesa de Tiro e resistir com sucesso a Saladino, pelo que Balião e Maria instalaram-se nesta cidade. Quando Guido de Lusignan foi libertado do cativeiro, Conrado recusou-lhe a entrada em Tiro, com o apoio da maioria dos barões do reino que culpavam o rei pela derrota em Hatim. Deste modo, Guido dirigiu-se a São João de Acre e iniciou o cerco a esta cidade.
Para legitimar a reivindicação de Conrado ao trono, o partido deste pretendia anular o casamento de Isabel com Onofre IV de Toron. Enquanto Maria tentava convencer a sua filha a concordar com a anulação, o mordomo da França Guido de Senlis pôs em causa que Isabel tivesse dado o seu consentimento aquando do seu casamento, desafiando o senhor de Toron em ordália de duelo judicial. A recusa de Onofre em combater implicou a renúncia à sua esposa, que assim se casou com Conrado a 24 de novembro de 1190. Mas deste modo Maria e Balião atraíram a inimizade de Ricardo I da Inglaterra.
Em Junho de 1192 Balião ajudou a negociar o tratado de Ramla que encerrou oficialmente a Terceira Cruzada. Segundo os termos deste tratado de paz, Saladino manteve as terras do senhorio de Ibelin mas cedeu algumas cidades conquistadas pela cruzada. Depois de Ricardo Coração de Leão partir da Terra Santa, o sultão recompensou Balião com o castelo de Caymont e algumas localidades costeiras. Depois da morte do seu segundo marido em 1193, Maria Comnena terminaria os seus dias retirada para a vida religiosa.
No entanto, como avó de Alice de Champagne (filha de Isabel com o seu terceiro esposo Henrique II de Champagne), Maria ainda conduziu as negociações do casamento com Hugo I de Chipre em 1208. Branca de Navarra, regente e condessa de Champagne, viúva do tio paterno de Alice, forneceu o dote. Esta é a última referência documentada a Maria, que morreu em 1217.